# Cameron Ocasio
Pour les articles homonymes, voir Ocasio.
Cameron Ocasio, né le 7 septembre 1999 à New York, est un acteur américain de séries télévisées.
Depuis 2013, il tourne en compagnie de Ariana Grande et Jennette Mc Curdy dans la série Sam et Cat, spin-off des séries iCarly et Victorious, qui est diffusée depuis le 8 juin 2013 aux États-Unis, le 30 octobre en France et en Belgique. Il est aussi apparu dans le film d'horreur Sinistre (2012) où il incarne un petit garçon possédé par une entité.

## Filmographie
- 2011 : New York, unité spéciale (saison 13, épisode 9) : Nico Grey
- 2012 : Sinister: garçon possédé
- 2013 - 2014 : Sam et Cat : Dice (35 épisodes)